# 图伊鸟
图伊鸟（Prosthemadera novaeseelandiae），又名簇胸吸蜜鸟。是新西兰特有的一种雀形目鸟类。它是吸蜜鸟科家族中最大的一支之一。它的名字图伊 是来自于其毛利语 tūī，而这也是这一物种正式的通用名称. 早期的欧洲殖民者把它称为牧师鸟，然而和其他新西兰鸟类一样，它的毛利名tui如今更被频繁使用。

## 形态
乍一看图伊鸟，全黑的羽毛就像一身牧师的服装，而那一小绺在颈部和翼部的白色的羽毛，使之更为形似。凑近一些看（见图像），图伊鸟在背面和侧面有一些彩虹色的羽毛，背包和侧颈的白色喷粉羽毛看上去像一件花边衬衫。

## 分布与习性
图伊鸟在新西兰全境都有分布，而其濒临灭绝的亚种更集中分布在北岛、南岛的西部和南部海岸、 斯图尔特岛以及查塔姆群岛上。还有一些图伊鸟族群在拉乌尔岛的克马德克群岛之上以及与奥克兰群岛上的新西兰铃鸟一道被发现。随着欧洲殖民者的到来，图伊鸟的数量锐减，主要表现栖息地破坏和被入侵的哺乳动物所捕食。
与此同时，图伊鸟这一物种并不被认为是濒危的，因在在一些地方，畜牧业不再发展，地表植被得以恢复，图伊鸟也就能够在数量上有所增长。但被入侵物种捕食仍然是一个不小的威胁, 尤其是白鼬、家八哥和家鼠，它们会和图伊鸟争夺食物，有时甚至是孵下来的蛋。
图伊鸟偏爱海拔低于1500米的阔叶林，但也不排除在一些拥有较好植被覆盖的城市生存。新西兰城市中图伊鸟最喜欢聚集的就是惠灵顿。 图伊鸟通常单独、成对或者以小型家庭的形式出现，喜爱与灰胸绣眼鸟、新西兰铃鸟以及新西兰鸠鸽作伴。一般情况下，新西兰的三种吸蜜鸟的种间竞争以图伊鸟作为获胜者而存在，因为其他两种吸蜜鸟经常在找到食物后被图伊鸟赶走。

## 外部連結
- Fruit-eating birds, tui Prosthemadera novaeseelandiae（页面存档备份，存于） TerraNature | New Zealand ecology
- Prosthemaderas Novæ Zealandiæ — (Tui or Parson Bird)（页面存档备份，存于） From A History of the Birds of New Zealand by Walter Buller
- Tui - New Zealand native land birds Department of Conservation fact sheet
- (PDF). Department of Conservation, Wellington, New Zealand. 2001  [2007-09-19]. （原始内容存档 (PDF)于2007-09-26）.
- Kiwi Wildlife tours Sound gallery (MP3 link) Comparison can be made with the bellbird song through this page.